# Sus-Massa-Dara

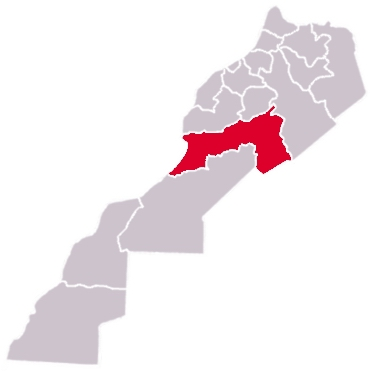
Region na mapie kraju

Sus-Massa-Dara (arab. سوس ماسة درعة) to region w Maroku, w centralnej części kraju. Region w 2004 roku był zamieszkany przez 3 113 653 mieszkańców na powierzchni 70 880 km². Stolicą regionu jest Agadir. 
Region podzielony jest na 7 prowincji:
- Agadir-Ida-Utanan
- Inazkan-Ajt Mallul
- Szatuka-Ajt Baha
- Tiznit
- Tarudant
- Warzazat
- Zaghura